# Riqueza

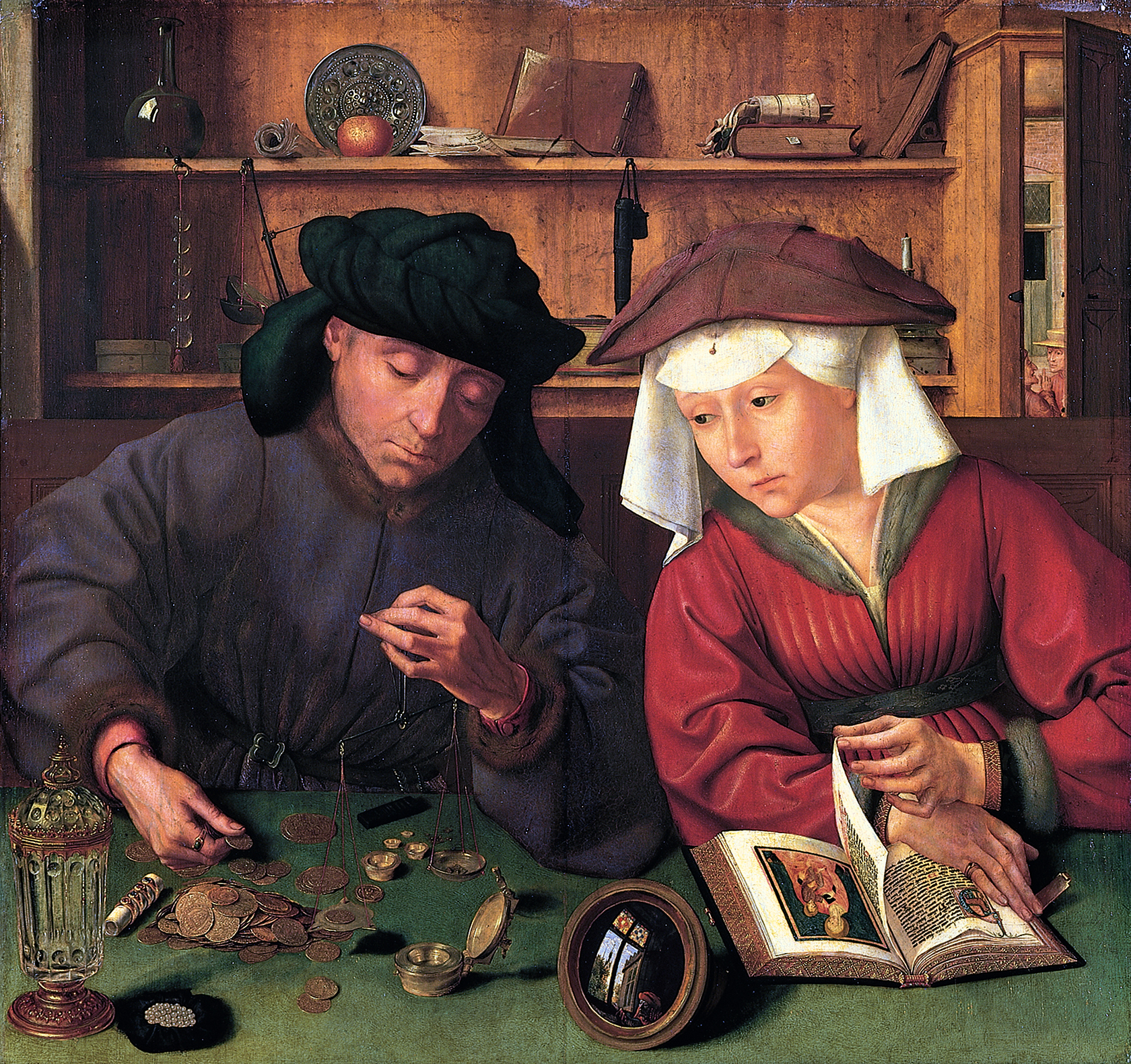
El cambista y su mujer (1514), cuadro de Quentin Massys

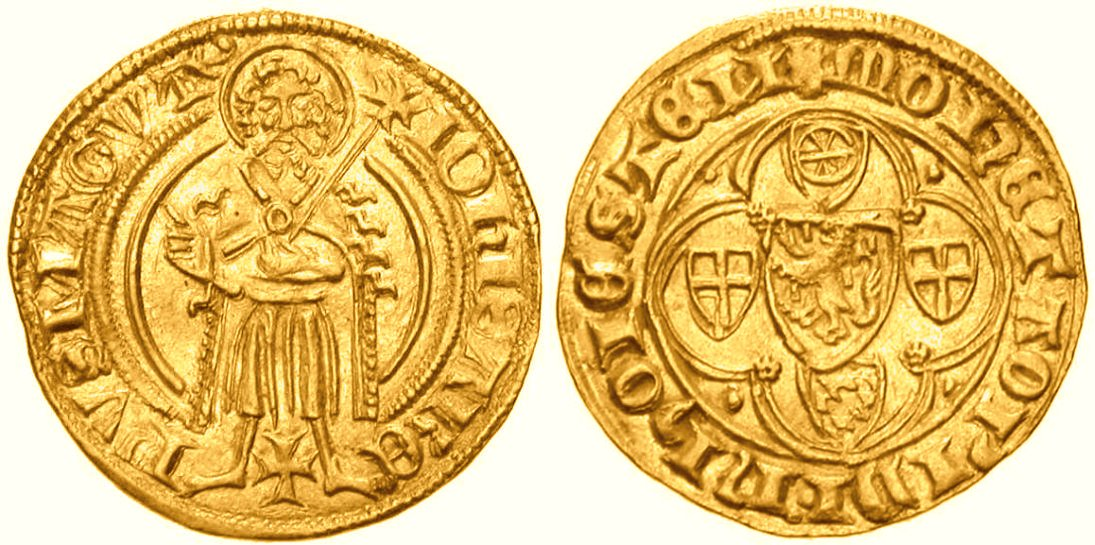
Monedas antiguas de oro.

La riqueza es la abundancia de recursos materiales e inmateriales, también la posesión colectiva —riqueza social o nacional— o posesión individual —riqueza personal— de bienes y activos financieros, por lo general concretados en forma de propiedades (bienes muebles e inmuebles). Puede estudiarse desde el punto de vista antropológico, sociológico, económico o incluso moral, y su significado solo puede entenderse por completo respecto al ser humano y al concepto opuesto de pobreza.
La riqueza de las naciones puede medirse, entre otros muchos índices, por la renta nacional y por el PIB. La riqueza de los individuos por la renta per cápita. La pobreza, concepto opuesto al de riqueza, puede medirse por varios índices como el Índice de pobreza multidimensional o el Índice de pobreza, entre otros. Cuando la riqueza se acumula en pocas personas (plutocracia) que adquieren así poder sobre las necesidades de los demás, se genera desigualdad económica y desigualdad social. La riqueza personal se consigue, lícita o ilícitamente, por herencia y acumulación de capital.

## Concepto
La Enciclopedia de economía define riqueza como «el conjunto de bienes, derechos y obligaciones de una persona física o jurídica, privada o pública» y la «suma algebraica de los valores de todos los elementos que forman parte de este conjunto». La suma de los valores de los bienes y derechos constituye la riqueza bruta. La riqueza neta viene dada por la diferencia entre la riqueza bruta y el valor de las deudas. El vocablo «riqueza» se suele utilizar como sinónimo de patrimonio, capital o hacienda. La riqueza produce renta y la renta incrementa la riqueza. El concepto de riqueza es estático, pues viene definida con referencia a una fecha o momento determinado en el tiempo, mientras que el de renta es dinámico (incremento o decremento de riqueza entre dos fechas diferentes). El concepto de riqueza se corresponde con el de stock o «fondo», y el de renta con el de «flujo», esto es, la cantidad de disponibilidades líquidas utilizadas en una determinada actividad.

## Historia
El reparto de la riqueza ha sido motivo de reflexión por algunos pensadores de la Antigüedad. Para Platón, la riqueza debía ser distribuida de forma igualitaria, mientras que para su discípulo Aristóteles debía serlo proporcionalmente al esfuerzo de cada uno. Al introducir la noción crematística, Aristóteles condenó la práctica de acumular la riqueza por ella misma y no con otro fin que el placer personal.
En la Edad Media, santo Tomás de Aquino buscó reconciliar el pensamiento de Aristóteles con la doctrina cristiana, y desarrolló el pensamiento de la Escolástica, para la cual prestar dinero con interés era entregarse al pecado mortal de la codicia o avaricia, uno de los siete pecados capitales (el séptimo y décimo de los Diez Mandamientos condenan dos veces la codicia), por lo cual se dejaba esta ocupación a personas de otras creencias, judíos principalmente.
Desde el siglo XVI hasta mediados del XVIII la doctrina económica dominante fue la del Mercantilismo, para la cual el enriquecimiento de los estados-naciones en principio derivaba del comercio y la industrialización o elaboración de manufacturas, y no del oro, plata, perlas, esmeraldas y otras piedras preciosas importados de las colonias (bullionismo, desarrollado sobre todo en España y Portugal); entraron en boga en la parte central del XVIII las teorías fisiócratas, y con la publicación en 1776 de La riqueza de las naciones de Adam Smith, fundador de la escuela clásica de economía o liberalismo, se realizó una crítica del mercantilismo y en particular del bullionismo, negando al oro y a la plata su valor de medida principal de la riqueza y subrayando que se trata en principio de un tipo de riqueza primitiva. Explicó que el origen de la riqueza de las naciones deriva del trabajo humano (concepto de la división del trabajo), de la acumulación de capital y de la valoración de los mercados. No consideraba entonces que el trabajo pudiera llegar a ser enteramente inhumano o realizado por máquinas.
Después, la producción de riqueza se vinculó a la noción de los factores de producción, que son esencialmente el capital y el trabajo.

## La riqueza desde el punto de vista económico

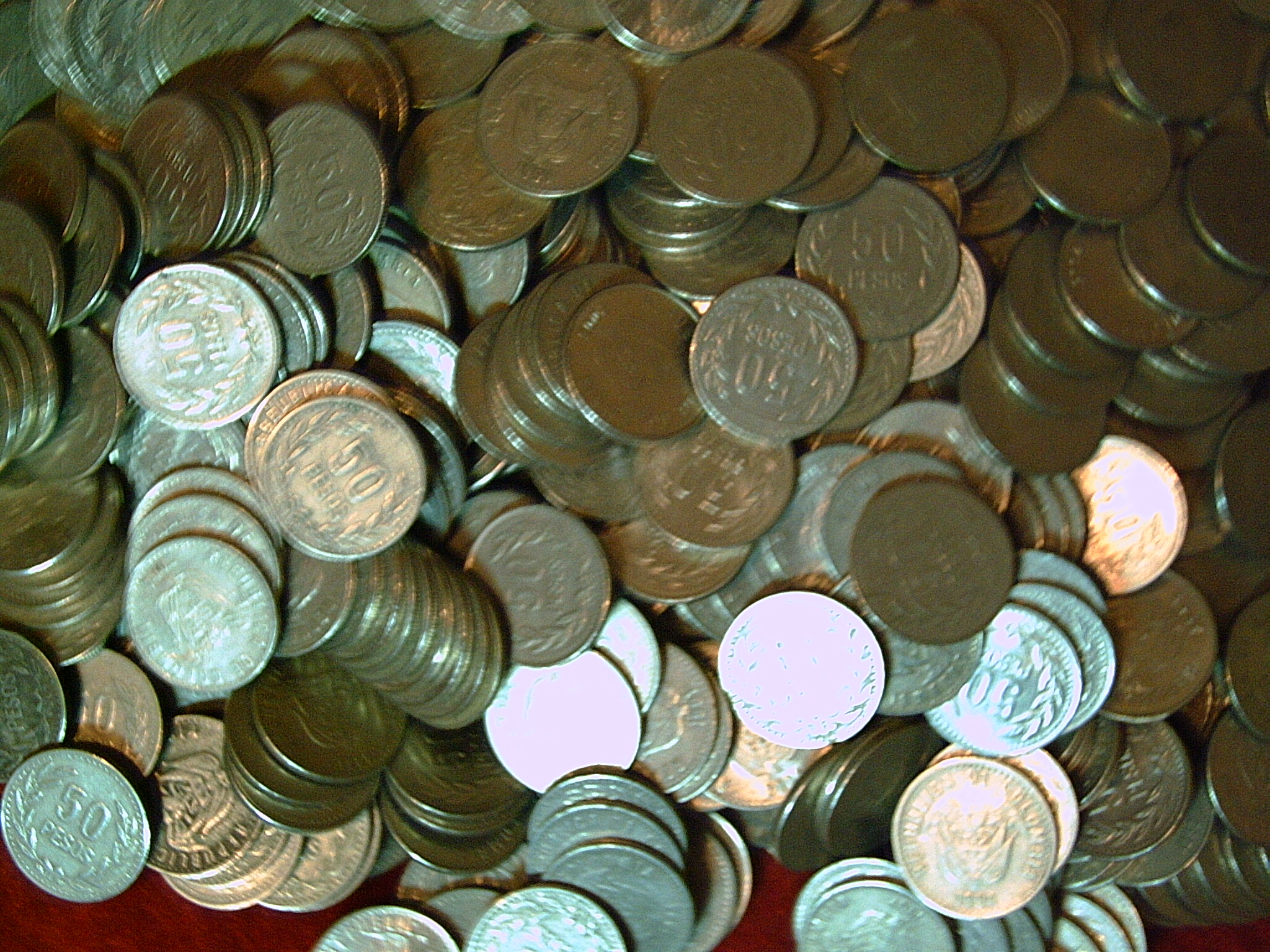
Dinero.

La riqueza puede estudiarse, desde la microeconomía o la macroeconomía. En este último enfoque, se encarga de analizar la disciplina denominada Economía política. Dentro de ella, diversas teorías han discutido cuál es el origen de la riqueza material a lo largo del tiempo. Cronológicamente han sido el mercantilismo, el bullionismo, la fisiocracia, el liberalismo económico y el marxismo.

### Mercantilismo
Para el mercantilismo, doctrina que dominó desde la Edad Media hasta el siglo XVIII, el fundamento de la riqueza de un país es el comercio o balanza comercial entre el deber y el haber. Entre sus defensores estuvieron el inglés William Petty y el francés Jean-Baptiste Colbert, quien conjugó las medidas mercantilistas con el Proteccionismo en una fórmula llamada Colbertismo.

### Bullionismo

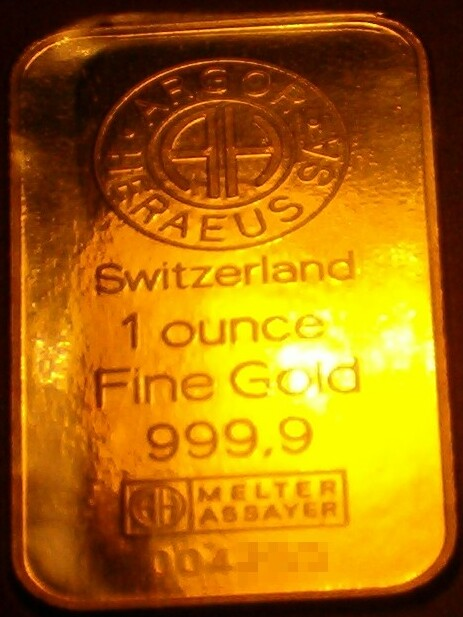
Una onza de oro fino.

Para el bullionismo (del inglés bullion, lingote de oro), doctrina que dominó en la España del siglo XVI y XVII, el fundamento de la riqueza es la posesión de metales preciosos y toda aquella materia no perecedera (diamantes, tierras, etc.). Se considera una especie de mercantilismo arcaico. Entre sus defensores estuvieron Thomas Milles y Gerard de Malynes.

### Fisiocracia
Para la fisiocracia, doctrina que dominó en Francia a mediados del siglo XVIII, el fundamento de la riqueza es la propiedad de la tierra y el trabajo de sus productos. Sus principales defensores fueron los economistas François Quesnay, Anne Robert Jacques Turgot y Pierre Samuel du Pont de Nemours. Según Quesnay, la riqueza no es la suma de dinero que un país puede atesorar, sino la cantidad de materias primas al alcance de las necesidades del hombre, o sea, el excedente de productos agrícolas y minerales por sobre las necesidades del consumo nacional o producto neto. De su existencia e incremento depende la prosperidad o riqueza de un país. Las industrias del segundo sector, el transformativo, y el comercio, según los fisiócratas, no constituyen riqueza, sino que son profesiones estériles que la consumen: la riqueza verdadera se contiene en la tierra y sus productos. Un fisócrata dieciochesco, sin embargo, fue uno de los que formularon uno de los principios de la principal teoría competidora de la fisiocracia, el liberalismo económico, Jean-Claude Marie Vicent de Gournay, el laissez-faire o la mano invisible de Adam Smith.

### Liberalismo

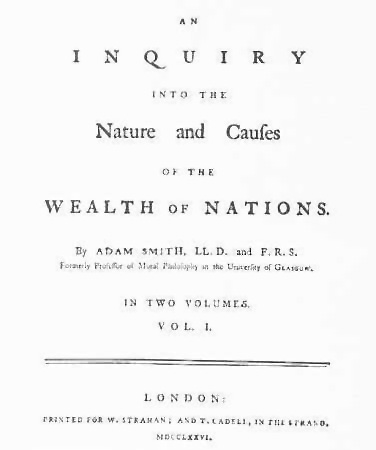
Edición original de La riqueza de las naciones (1776), de Adam Smith

El liberalismo económico, que aplica el liberalismo teórico o filosófico de John Locke a la Economía política desde la publicación en el siglo XVIII de La riqueza de las naciones (1776) de Adam Smith, es el valor de uso y de cambio que las cosas tienen, o la suma total de los valores en cambio de los bienes en poder de los individuos o de la nación, y el medio más efectivo para incrementarla era la división del trabajo, porque es el trabajo lo que produce la riqueza y no la tierra, como pretendían los fisiócratas. El liberalismo afirma que la riqueza se genera cuantas menos cortapisas e intervencionismo ponga el estado al desarrollo de los negocios y a las iniciativas individuales, dejando que el mercado se autorregule internamente sin controles exteriores dejando que sea este el que ajuste el valor de los bienes, y no tanto el trabajo.
Otros teóricos del liberalismo son Bernard Mandeville, quien afirma que los vicios privados y el egoísmo redundan en virtudes o beneficios públicos y colectivos; David Ricardo, quien inspirándose en Smith generó la llamada teoría del valor-trabajo, para el que el valor de las mercancías lo determina la cantidad de trabajo necesaria para su producción; Thomas Malthus, para el que, como la obtención de materias de primera necesidad crece en progresión aritmética mientras que la población crece en progresión geométrica, la carestía genera subidas de precio y por tanto de valor; Condillac estudia el carácter subjetivo del valor y defiende el librecambismo o libertad económica, ya que la riqueza se aminora con el exceso de tributos y reglamentaciones, y denuncia los peligros de la inflación y las manipulaciones monetarias; Jean-Baptiste Say es partidario fanático del librecambismo y afirmaba que el concepto de riqueza de Adam Smith era muy restringido, ya que uno de los primeros elementos de riqueza era el «talento, la ciencia y el arte», un tipo de riqueza que se consume en el instante en que se produce.
Son los autores clásicos del liberalismo económico Adam Smith, David Ricardo y Thomas Malthus.

### Marxismo
Para el marxismo o materialismo histórico, el fundamento de la riqueza es el trabajo, el cual genera una plusvalía que el capitalismo vuelve a reinvertir acumulado al capital primitivo causando la alienación y deshumanización del trabajador, creando elites sociales y sustituyendo las relaciones humanas individualmente por relaciones de consumo explotador y socialmente por lucha de clases. Marx realiza una crítica humanista del concepto liberal de valor-trabajo y distingue entre valor de uso y valor de cambio.